# Mordellistena divisa
Mordellistena divisa es una especie de coleóptero de la familia Mordellidae. Mide 2.7-3.7 mm hasta el extremo de los élitros. Es rojiza marrón o amarillenta marrón.

## Distribución geográfica
Habita en  Estados Unidos.